# Nam vương Thế giới Việt Nam
Nam vương Thế giới Việt Nam (tiếng Anh: Mr World Vietnam) là cuộc thi sắc đẹp ở Việt Nam nhằm lựa chọn đại diện của đất nước tham dự cuộc thi Nam vương Thế giới. Được tổ chức lần đầu vào năm 2024. Đương kim Nam vương Thế giới Việt Nam hiện tại là Phạm Tuấn Ngọc đến từ Hải Phòng.

## Người giữ danh hiệu
| Lần thứ | Năm  | Ngày                | Nam vương Thế giới Việt Nam | Á vương                  | Á vương              | Nơi tổ chức                   | Số thí sinh | T.k.              |
| Lần thứ | Năm  | Ngày                | Nam vương Thế giới Việt Nam | 1                        | 2                    | Nơi tổ chức                   | Số thí sinh | T.k.              |
| ------- | ---- | ------------------- | --------------------------- | ------------------------ | -------------------- | ----------------------------- | ----------- | ----------------- |
| 1       | 2024 | 13 tháng 7 năm 2024 | Phạm Tuấn Ngọc (Hải Phòng)  | Võ Minh Toại (Bình Định) | Đinh Ta Bi (Gia Lai) | Quận 1, Thành phố Hồ Chí Minh | 29          | [ 2 ] [ 3 ] [ 4 ] |

### Tỉnh/thành theo số người đăng quang
| Tỉnh/thành | Số lần | Năm  |
| ---------- | ------ | ---- |
| Hải Phòng  | 1      | 2024 |

## Mr World Vietnam tại cuộc thi quốc tế

#### Nam vương Thế giới
Chú thích màu
- : Nam vương
- : Á vương
- : Top chung kết
- : Top bán chung kết
- : Được giải thưởng đặc biệt

| Năm  | Tên              | Thứ hạng       | Giải thưởng đặc biệt | T.k.  |
| ---- | ---------------- | -------------- | --- | ----- |
| 2007 | Hồ Đức Vĩnh      | Không đạt giải | | [ 5 ] |
| 2012 | Trương Nam Thành | Top 10         | 2 - - Mr. World Fashion & Style - Top 10 Mr. World Talent | [ 6 ] |
| 2024 | Phạm Tuấn Ngọc   | Á vương 1      | 7 - - Top 5 Mister Talent - Top 12 Top Model - Top 20 Head-to-head Challenge - Top 5 Beauty with a Purpose - Top 20 Best National Costume - Top 17 Multimedia - Mister World Asia & Oceania | [ 7 ] |

## Các lần tổ chức

### Nam vương Thế giới Việt Nam 2024
Nam vương Thế giới Việt Nam 2024 là cuộc thi Nam vương Thế giới Việt Nam lần đầu tiên được tổ chức vào ngày 13 tháng 7 năm 2024 tại Nhà thi đấu Nguyễn Du, Quận 1, Thành phố Hồ Chí Minh. Có 29 thí sinh dự thi, Phạm Tuấn Ngọc đến từ Hải Phòng đăng quang ngôi vị Nam vương Thế giới Việt Nam.
Kết quả
| Hạng                                                     | Thí sinh |
| -------------------------------------------------------- | --- |
| Nam vương Thế giới Việt Nam 2024 (Mr World Vietnam 2024) | - 051 – Phạm Tuấn Ngọc |
| Á vương 1                                                | - 256 – Võ Minh Toại |
| Á vương 2                                                | - 234 – Đinh Ta Bi |
| Top 5                                                    | - 082 – Trần Hoàng Sơn - 116 – Dương Hoàng Hải § ¥ |
| Top 10                                                   | - 014 – Nguyễn Hồng Hà - 066 – Nguyễn Hữu Duy - 211 – Nguyễn Hoàng Nghĩa - 332 – Đặng Tiến Đông - 416 – Trần Khánh Dĩ |
| Top 20                                                   | - 011 – Ninh Huỳnh Đức - 095 – Đặng Tuấn Ninh - 150 – Nguyễn Văn Lừng - 164 – Vũ Sơn Tùng - 174 – Nguyễn Văn Hoàng - 193 – Nguyễn Nhật Thuận - 255 – Nguyễn Hoàng Duy Hiếu - 305 – Ngô Trung Nguyên - 314 – Nguyễn Dương - 367 – Nguyễn Đức Quang |

- § Thắng giải Mr Media Award vào thẳng Top 10.
- ¥ Thắng giải Mr Business vào thẳng Top 10.

Thứ tự gọi tên
| \| Top 20 1. Đặng Tuấn Ninh 2. Nguyễn Hồng Hà 3. Nguyễn Hoàng Duy Hiếu 4. Nguyễn Hữu Duy 5. Trần Hoàng Sơn 6. Trần Khánh Dĩ 7. Võ Minh Toại 8. Đặng Tiến Đông 9. Vũ Sơn Tùng 10. Nguyễn Đức Quang 11. Nguyễn Văn Lừng 12. Nguyễn Dương 13. Nguyễn Hoàng Nghĩa 14. Nguyễn Văn Hoàng 15. Ninh Huỳnh Đức 16. Đinh Ta Bi 17. Nguyễn Nhật Thuận 18. Ngô Trung Nguyên 19. Phạm Tuấn Ngọc 20. Dương Hoàng Hải \| Top 10 1. Dương Hoàng Hải 2. Trần Khánh Dĩ 3. Võ Minh Toại 4. Nguyễn Hồng Hà 5. Nguyễn Hữu Duy 6. Đặng Tiến Đông 7. Nguyễn Hoàng Nghĩa 8. Trần Hoàng Sơn 9. Phạm Tuấn Ngọc 10. Đinh Ta Bi \| Top 5 1. Võ Minh Toại 2. Trần Hoàng Sơn 3. Đinh Ta Bi 4. Dương Hoàng Hải 5. Phạm Tuấn Ngọc \| Top 3 1. Đinh Ta Bi 2. Võ Minh Toại 3. Phạm Tuấn Ngọc \| | |                                                                                            |                                                       |
| Top 20 1. Đặng Tuấn Ninh 2. Nguyễn Hồng Hà 3. Nguyễn Hoàng Duy Hiếu 4. Nguyễn Hữu Duy 5. Trần Hoàng Sơn 6. Trần Khánh Dĩ 7. Võ Minh Toại 8. Đặng Tiến Đông 9. Vũ Sơn Tùng 10. Nguyễn Đức Quang 11. Nguyễn Văn Lừng 12. Nguyễn Dương 13. Nguyễn Hoàng Nghĩa 14. Nguyễn Văn Hoàng 15. Ninh Huỳnh Đức 16. Đinh Ta Bi 17. Nguyễn Nhật Thuận 18. Ngô Trung Nguyên 19. Phạm Tuấn Ngọc 20. Dương Hoàng Hải | Top 10 1. Dương Hoàng Hải 2. Trần Khánh Dĩ 3. Võ Minh Toại 4. Nguyễn Hồng Hà 5. Nguyễn Hữu Duy 6. Đặng Tiến Đông 7. Nguyễn Hoàng Nghĩa 8. Trần Hoàng Sơn 9. Phạm Tuấn Ngọc 10. Đinh Ta Bi | Top 5 1. Võ Minh Toại 2. Trần Hoàng Sơn 3. Đinh Ta Bi 4. Dương Hoàng Hải 5. Phạm Tuấn Ngọc | Top 3 1. Đinh Ta Bi 2. Võ Minh Toại 3. Phạm Tuấn Ngọc |

Các giải thưởng
| Giải thưởng            | Giải thưởng            | Thí sinh |
| ---------------------- | ---------------------- | --- |
| Beauty with a Purpose  | Beauty with a Purpose  | Quán quân - 256 – Võ Minh Toại Top 7 - 066 – Nguyễn Hữu Duy - 068 – Nguyễn Đăng Đức - 082 – Trần Hoàng Sơn - 102 – Hoàng Đặng Phước Ân - 193 – Nguyễn Nhật Thuận - 416 – Trần Khánh Dĩ |
| Mr Media Award         | Mr Media Award         | - 116 – Dương Hoàng Hải |
| Mr Business            | Mr Business            | - 116 – Dương Hoàng Hải |
| Mr Fitness             | Fan Vote               | Quán quân - 116 – Dương Hoàng Hải Top 5 - 012 – Huỳnh Tiến Đạt - 051 – Phạm Tuấn Ngọc - 211 – Nguyễn Hoàng Nghĩa - 256 – Võ Minh Toại |
| Mr Fitness             | Giám khảo              | - 255 – Nguyễn Hoàng Duy Hiếu |
| Top Model              | Top Model              | Quán quân - 082 – Trần Hoàng Sơn Top 5 - 051 – Phạm Tuấn Ngọc - 116 – Dương Hoàng Hải - 234 – Đinh Ta Bi - 256 – Võ Minh Toại |
| Head-to-Head Challenge | Head-to-Head Challenge | Quán quân - 014 – Nguyễn Hồng Hà Á quân - 051 – Phạm Tuấn Ngọc Top 4 - 256 – Võ Minh Toại - 367 – Nguyễn Đức Quang Top 15 - 066 – Nguyễn Hữu Duy - 068 – Nguyễn Đăng Đức - 102 – Hoàng Đặng Phước Ân - 116 – Dương Hoàng Hải - 150 – Nguyễn Văn Lừng - 164 – Vũ Sơn Tùng - 193 – Nguyễn Nhật Thuận - 211 – Nguyễn Hoàng Nghĩa - 332 – Đặng Tiến Đông - 416 – Trần Khánh Dĩ - 512 – Phan Ngọc Giang |
| Mr Talent              | Mr Talent              | Quán quân - 066 – Nguyễn Hữu Duy Top 5 - 051 – Phạm Tuấn Ngọc - 145 – Nguyễn Công Thành - 211 – Nguyễn Hoàng Nghĩa - 314 – Nguyễn Dương |
| Mr Sports              | Mr Sports              | Quán quân - 095 – Đặng Tuấn Ninh Á quân 1 - 012 – Huỳnh Tiến Đạt Á quân 2 - 234 – Đinh Ta Bi Á quân 3 - 416 – Trần Khánh Dĩ Á quân 4 - 314 – Nguyễn Dương |
| Mr Áo dài              | Mr Áo dài              | - 416 – Trần Khánh Dĩ |
| Mr Veston              | Mr Veston              | - 211 – Nguyễn Hoàng Nghĩa |

Các thí sinh
| SBD | Thí sinh              | Tuổi | Chiều cao               | Quê quán              |
| --- | --------------------- | ---- | ----------------------- | --------------------- |
| 011 | Ninh Huỳnh Đức        | 2003 | 1,80 m (5 ft 11 in)     | Lâm Đồng              |
| 012 | Huỳnh Tiến Đạt        | 1999 |                         | Thừa Thiên Huế        |
| 014 | Nguyễn Hồng Hà        | 1997 | 1,75 m (5 ft 9 in)      | Ninh Thuận            |
| 051 | Phạm Tuấn Ngọc        | 1999 | 1,83 m (6 ft 0 in)      | Hải Phòng             |
| 066 | Nguyễn Hữu Duy        | 1997 | 1,75 m (5 ft 9 in)      | Vĩnh Long             |
| 068 | Nguyễn Đăng Đức       | 2000 |                         | Bình Phước            |
| 082 | Trần Hoàng Sơn        | 2004 | 1,89 m (6 ft 2+1⁄2 in)  | Cần Thơ               |
| 095 | Đặng Tuấn Ninh        | 2001 | 1,82 m (5 ft 11+1⁄2 in) | Lâm Đồng              |
| 102 | Hoàng Đặng Phước Ân   | 2004 | 1,79 m (5 ft 10+1⁄2 in) | Thành phố Hồ Chí Minh |
| 116 | Dương Hoàng Hải       | 2005 | 1,79 m (5 ft 10+1⁄2 in) | Hà Nội                |
| 142 | Lương Việt Nhật       | 2002 | 1,88 m (6 ft 2 in)      | Đồng Nai              |
| 145 | Nguyễn Công Thành     | 2001 |                         | Hải Phòng             |
| 150 | Nguyễn Văn Lừng       | 1998 | 1,85 m (6 ft 1 in)      | Thành phố Hồ Chí Minh |
| 164 | Vũ Sơn Tùng           | 2000 | 1,83 m (6 ft 0 in)      | Hà Nội                |
| 174 | Nguyễn Văn Hoàng      | 2000 | 1,78 m (5 ft 10 in)     | Đồng Nai              |
| 188 | Nguyễn Hữu Khanh      | 2004 |                         | Hà Nội                |
| 193 | Nguyễn Nhật Thuận     | 1997 | 1,81 m (5 ft 11+1⁄2 in) | Đồng Nai              |
| 211 | Nguyễn Hoàng Nghĩa    | 1999 | 1,80 m (5 ft 11 in)     | Đắk Lắk               |
| 234 | Đinh Ta Bi            | 2001 | 1,79 m (5 ft 10+1⁄2 in) | Gia Lai               |
| 255 | Nguyễn Hoàng Duy Hiếu | 2001 | 1,80 m (5 ft 11 in)     | Đồng Nai              |
| 256 | Võ Minh Toại          | 1998 | 1,84 m (6 ft 1⁄2 in)    | Bình Định             |
| 305 | Ngô Trung Nguyên      | 1997 | 1,79 m (5 ft 10+1⁄2 in) | Vĩnh Long             |
| 314 | Nguyễn Dương          | 2001 | 1,75 m (5 ft 9 in)      | Tiền Giang            |
| 332 | Đặng Tiến Đông        | 2000 | 1,75 m (5 ft 9 in)      | Hà Nội                |
| 367 | Nguyễn Đức Quang      | 2000 | 1,79 m (5 ft 10+1⁄2 in) | Hà Nội                |
| 416 | Trần Khánh Dĩ         | 1997 | 1,83 m (6 ft 0 in)      | Kiên Giang            |
| 420 | Đoàn Hoàng Phương Nam | 2001 | 1,84 m (6 ft 1⁄2 in)    | Thành phố Hồ Chí Minh |
| 433 | Lâm Trường Phú        | 2003 |                         | Thành phố Hồ Chí Minh |
| 512 | Phan Ngọc Giang       | 2004 | 1,75 m (5 ft 9 in)      | Thừa Thiên Huế        |

Dự thi quốc tế
| Cuộc thi                        | Năm  | Thí sinh          | Thứ hạng  | T.k.   |
| ------------------------------- | ---- | ----------------- | --------- | ------ |
| Man of the Year                 | 2024 | Nguyễn Nhật Thuận | Top 20    | [ 12 ] |
| Mister Friendship International | 2024 | Nguyễn Hồng Hà    | Á vương 2 | [ 13 ] |
| Mister World                    | 2024 | Phạm Tuấn Ngọc    | Á vương 1 |        |